# Stanisław Gębicki
Stanisław Gębicki (ur. 8 lipca 1945 w Witkowie) – polski duchowny rzymskokatolicki, doktor sakramentologii, biskup pomocniczy włocławski w latach 2000–2020, od 2020 biskup pomocniczy senior diecezji włocławskiej.

## Życiorys
Urodził się 8 lipca 1945 w Witkowie. Edukację na poziomie szkoły średniej rozpoczął w Niższym Seminarium Duchownym we Włocławku. Po jego zamknięciu w 1961 naukę kontynuował w Liceum Ogólnokształcącym im. Romualda Traugutta w Lipnie, gdzie w 1963 złożył egzamin dojrzałości. W latach 1963–1969 studiował w Wyższym Seminarium Duchownym we Włocławku. Święceń prezbiteratu udzielił mu 19 czerwca 1969 w katedrze włocławskiej administrator apostolski diecezji włocławskiej Jan Zaręba. Inkardynowany został do diecezji włocławskiej. W latach 1970–1979 kontynuował studia na Papieskim Uniwersytecie Gregoriańskim w Rzymie, które ukończył z doktoratem z sakramentologii na podstawie dysertacji Katecheza i teologia wiary w odnowionej liturgii rzymskiej chrztu dorosłych.
W latach 1969–1970 był wikariuszem parafii Wszystkich Świętych w Sieradzu. W latach 1979–1981 pełnił funkcję notariusza kurii diecezjalnej i kapelana biskupa Jana Zaręby. Od 1981 do 1983 był ojcem duchownym w Wyższym Seminarium Duchownym we Włocławku, a w latach 1983–1992 wicerektorem tego seminarium. Od 1992 do 1999 sprawował urząd kanclerza kurii diecezjalnej. Wszedł w skład rady kapłańskiej. W 1992 otrzymał godność kapelana Jego Świątobliwości.
11 grudnia 1999 papież Jan Paweł II mianował go biskupem pomocniczym diecezji włocławskiej ze stolicą tytularną Thiges. Święcenia biskupie otrzymał 6 stycznia 2000 w katedrze Wniebowzięcia Najświętszej Maryi Panny we Włocławku. Udzielił mu ich biskup diecezjalny włocławski Bronisław Dembowski, któremu asystowali Henryk Muszyński, arcybiskup metropolita gnieźnieński, i Roman Andrzejewski, biskup pomocniczy włocławski. Jako dewizę biskupią przyjął słowa „Veritas in caritate” (Prawda w miłości). 8 stycznia 2000 został mianowany wikariuszem generalnym diecezji. 8 lipca 2020 papież Franciszek przyjął jego rezygnację z obowiązków biskupa pomocniczego włocławskiego.
W ramach Konferencji Episkopatu Polski zasiadał w Radzie ds. Kultury i Ochrony Dziedzictwa Kulturowego.

## Wyróżnienia
W 2009 nadano mu tytuł honorowego obywatela Lipna.